# Thomas Fornet-Ponse
Thomas Fornet-Ponse (* 1979) ist ein deutscher katholischer Theologe.

## Leben
Fornet-Ponse studierte katholische Theologie, Philosophie, alte Geschichte und Physik in Bonn und Jerusalem. Nach den Promotionen in Fundamentaltheologie und Ökumene sowie in Philosophie war er von 2013 bis 2016 Studiendekan des Theologischen Studienjahres Jerusalem und Inhaber des Laurentius-Klein-Lehrstuhls für Biblische und Ökumenische Theologie. Von 2016 bis 2022 war er Leiter der Bildungsabteilung von missio Aachen und habilitierte 2019 in Fundamentaltheologie in Salzburg. Seit Juni 2022 ist er Direktor des Missionswissenschaftlichen Instituts und seit 2024 Vorstandsvorsitzender der  Stiftung Agora.
Für seine theologische Dissertationsarbeit wurde Fornet-Ponse sowohl mit dem Christian-Gottlob-Barth-Preis als auch mit dem 1. Preis der Kurt-Hellmich-Stiftung ausgezeichnet. Die Habilitationsschrift erhielt 2019 den Preis "Bartolomé de las Casas".

## Schriften (Auswahl)
- Xavier Zubiri interkulturell gelesen. Nordhausen 2010, ISBN 978-3-88309-260-7.
- Ignacio Ellacuría interkulturell gelesen. Nordhausen 2008, ISBN 978-3-88309-239-3.
- Ökumene in drei Dimensionen. Jüdische Anstöße für die innerchristliche Ökumene. Münster 2011, ISBN 978-3-402-11023-2.
- Freiheit und Befreiung. Untersuchungen zur Kontextualität und Universalität des Philosophierens. Aachen 2013, ISBN 978-3-86130-298-8.
- Christologie als Konfliktgeschichte. Die Konflikte um Edward Schillebeeckx, Jon Sobrino und Jacques Dupuis und ihr Beitrag zu einer fundamentaltheologischen Konflikttheorie. Paderborn 2021, ISBN 3-506-76019-X.
- John Ronald Reuel Tolkien. In: Biographisch-Bibliographisches Kirchenlexikon (BBKL). Band 25, Bautz, Nordhausen 2005, ISBN 3-88309-332-7, Sp. 1388–1402 (Artikel/Artikelanfang im Internet-Archive).
- Ignacio Ellacuria Beascoechea. In: Biographisch-Bibliographisches Kirchenlexikon (BBKL). Band 28, Bautz, Nordhausen 2007, ISBN 978-3-88309-413-7, Sp. 558–575 (beascoechea_i.shtml Artikel/Artikelanfang im Internet-Archive).
- Xavier Zubiri. In: Biographisch-Bibliographisches Kirchenlexikon (BBKL). Band 31, Bautz, Nordhausen 2010, ISBN 978-3-88309-544-8, Sp. 1555–1597 (Artikel/Artikelanfang im Internet-Archive).